# Рівер-Бенд (Міссурі)
Рівер-Бенд (англ. River Bend) — селище (англ. village) в США, в окрузі Джексон штату Міссурі. Населення — 3 особи (2020).

## Географія
Рівер-Бенд розташований за координатами 39°10′41″ пн. ш. 94°23′23″ зх. д. / 39.17806° пн. ш. 94.38972° зх. д. (39.177948, -94.389814).  За даними Бюро перепису населення США в 2010 році селище мало площу 4,52 км², з яких 3,94 км² — суходіл та 0,58 км² — водойми.

## Демографія
Згідно з переписом 2010 року, у селищі мешкало 10 осіб у 5 домогосподарствах у складі 3 родин. Густота населення становила 2 особи/км².  Було 5 помешкань (1/км²).
Расовий склад населення:
| - 100,0 % — білих |

До двох чи більше рас належало 0,0 %. Частка іспаномовних становила 0,0 % від усіх жителів.
За віковим діапазоном населення розподілялося таким чином: 0,0 % — особи молодші 18 років, 90,0 % — особи у віці 18—64 років, 10,0 % — особи у віці 65 років та старші. Медіана віку мешканця становила 52,5 року. На 100 осіб жіночої статі у селищі припадало 66,7 чоловіків;  на 100 жінок у віці від 18 років та старших — 66,7 чоловіків також старших 18 років.
Цивільне працевлаштоване населення становило 3 особи. Основні галузі зайнятості: інформація — 66,7 %, будівництво — 33,3 %.